# Třída Šahíd Sulejmání
Třída Šahíd Sulejmání je třída korvet námořnictva íránských Islámských revolučních gard. Pojmenována je podle Kásima Sulejmáního. Ve službě jsou od roku 2022. Do roku 2024 byly dokončeny tři jednotky této třídy a čtvrtá byla rozestavěná.

## Stavba
V květnu 2020 velitel námořnictva íránských revolučních gard informoval o stavbě nové třídy korvet. Více bylo zjištěno roku 2021 ze satelitních snímků. Není jasné, jestli stavba korvet představuje posun v doktríně této ozbrojené složky, která byla orientována na asymetrickou válku vedenou zejména skupinami malých a jednoduchých raketových člunů.
Prototypová korveta Šahíd Sulejmání byla do služby přijata 5. září 2022. Dvě další korvety byly do služby zařazeny 19. února 2024. Rozestavěná čtvrtá korveta byla roku 2022 identifikována v loděnici Qeshm Madkandaloo Shipbuilding Cooperative Co. na ostrově Kešm. Do služby byla zařazena 27. února 2025.
Jednotky třídy Šahíd Sulejmání:
| Jméno                             | Vstup do služby | Základna     | Status  |
| --------------------------------- | --------------- | ------------ | ------- |
| Šahíd Sulejmání (FS313-01)        | 5. září 2022    | Bandar Abbás | aktivní |
| Šahíd Hasan Bagheri (FS313-02)    | 19. února 2024  | Búšehr       | aktivní |
| Šahíd Sajád Šírází (FS313-03)     | 19. února 2024  | Bandar Abbás | aktivní |
| Šahíd Rais-Alí Delvari (FS313-04) | 27. února 2025  | Bandar Abbás | aktivní |

## Konstrukce

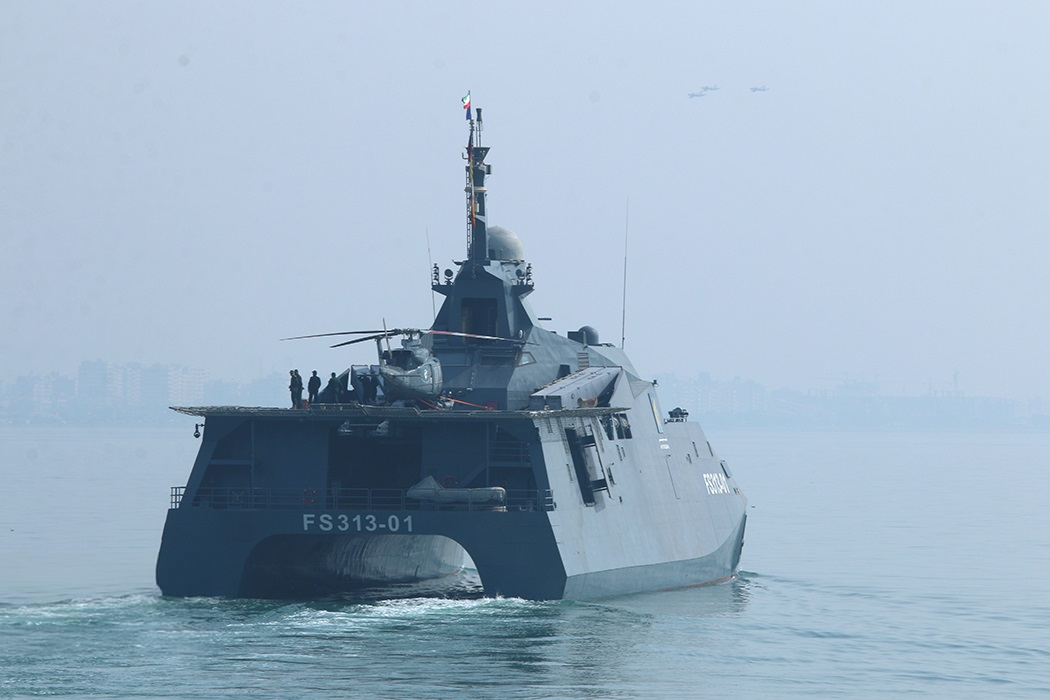
Šahíd Sulejmání (FS313-01)

Korvety mají koncepci dvoutrupého katamaránu. Jejích výzbrojí je 30mm kanón, čtyři tříhlavňové rotační 20mm kanóny, šest protilodních střel, šestnáct protiletadlových řízených střel a šest protizemních střel. Část střel je umístěna ve vertikálních silech. Na zádi se nachází přistávací plocha a hangár pro vrtulník. Korvety dále mohou nést tři malé útočné čluny. Pohonný systém tvoří čtyři diesely. Nejvyšší rychlost dosahuje 32 uzlů. Dosah je 5000 námořních mil.